# فزر تحت أطلسي
الفزر تحت الأطلسي (باللاتينية: Sideritis subatlantica) نوع نباتي يتبع جنس الفزر من الفصيلة الشفوية.

## الموئل والانتشار
موطنه المغرب العربي.

## مرادفات للاسم العلمي
- (باللاتينية: Sideritis subatlantica f. eriostachya Sennen)